# Circa Resort & Casino
Circa Resort & Casino é um hotel e cassino atualmente em construção no centro de Las Vegas, Nevada, na Fremont Street Experience. O Circa terá 777 quartos para hóspedes, cinco restaurantes, um cassino de dois andares, "o maior centro de apostas esportivas em Las Vegas", de acordo com os proprietários Derek e Greg Stevens, e um estacionamento de nove andares denominado "Garage Mahal". Acima do cassino estará "um deck na cobertura e um anfiteatro com seis piscinas e uma tela de 125 pés". O cassino está programado para abrir em outubro de 2020, seguido dois meses depois pelo hotel. O Circa está sendo construído no local do antigo Las Vegas Club e Mermaids Casino, que foram demolidos em 2017.

## História
Em agosto de 2015, os irmãos Derek e Greg Stevens compraram o Las Vegas Club, localizado na 18 Fremont Street no centro de Las Vegas, Nevada. Os Stevens também eram proprietários do vizinho Golden Gate Hotel and Casino e do The D Las Vegas.  Derek Stevens inicialmente considerou renovar o Las Vegas Club, mas não gostou do design e decidiu demoli-lo totalmente. Os irmãos Stevens fechaeram The Las Vegas Club em agosto de 2015, com planos de construir um novo resort em seu lugar.
Em 2016, os Stevens compraram o vizinho Mermaids Casino e o clube de strip-tease Glitter Gulch, ambos fechados no final daquele ano, com planos de demoli-los para dar mais espaço para o novo resort. Naquele ano, Derek Stevens também comprou um terreno de 2 acres entre o Plaza Hotel & Casino e a Main Steet Station. A propriedade se tornaria o local da garagem de estacionamento do novo resort. The Las Vegas Club, Mermaids e Glitter Gulch foram demolidos em 2017.
O novo projeto do resort já foi referido como "18 Fremont" por causa de seu endereço, embora o endereço final do resort seja 8 Fremont Street. Em maio de 2018, o projeto foi planejado para incluir um hotel de 459 pés de altura, o edifício mais alto no centro de Las Vegas, o que levantou as preocupações da FAA sobre altura e espaço aéreo devido à proximidade do projeto com o Aeroporto North Las Vegas . O novo resort, com uma altura de 140 metros, foi aprovado pela Câmara Municipal de Las Vegas em julho de 2018.

### Anúncio do Circa
Em 10 de janeiro de 2019, o nome do resort foi revelado como Circa Resort & Casino, durante uma festa no Downtown Las Vegas Events Center.  O nome é uma homenagem à história de Las Vegas, incluindo antigos construtores de cassinos como Benny Binion, Jackie Gaughan, Jay Sarno e Sam Boyd. Uma montagem em vídeo também explicou o nome do resort, listando exemplos de propriedades anteriores bem conhecidas em Las Vegas e suas datas de estabelecimento, como "Circa 1941, Jackie Gaughan, El Cortez. Circa 1951, Benny Binion, Binion's Horseshoe. Circa 1966, Jay Sarno, Caesars Palace. Circa 1969, Kirk Kerkorian, International" O vídeo afirmava ainda que o anúncio do nome de Circa um dia seria referido como "Circa Janeiro de 2019." Outros nomes foram considerados, incluindo Overland, que era o nome original do Las Vegas Club; e The Mint, que era o nome de uma antiga propriedade adjacente ao Las Vegas Club. Circa seria o primeiro novo resort a ser construído na Fremont Street desde 1980, e sua inauguração estava programada para dezembro de 2020. Derek Stevens pretende que o resort seja inaugurado antes de 2021 para obter vantagens fiscais.

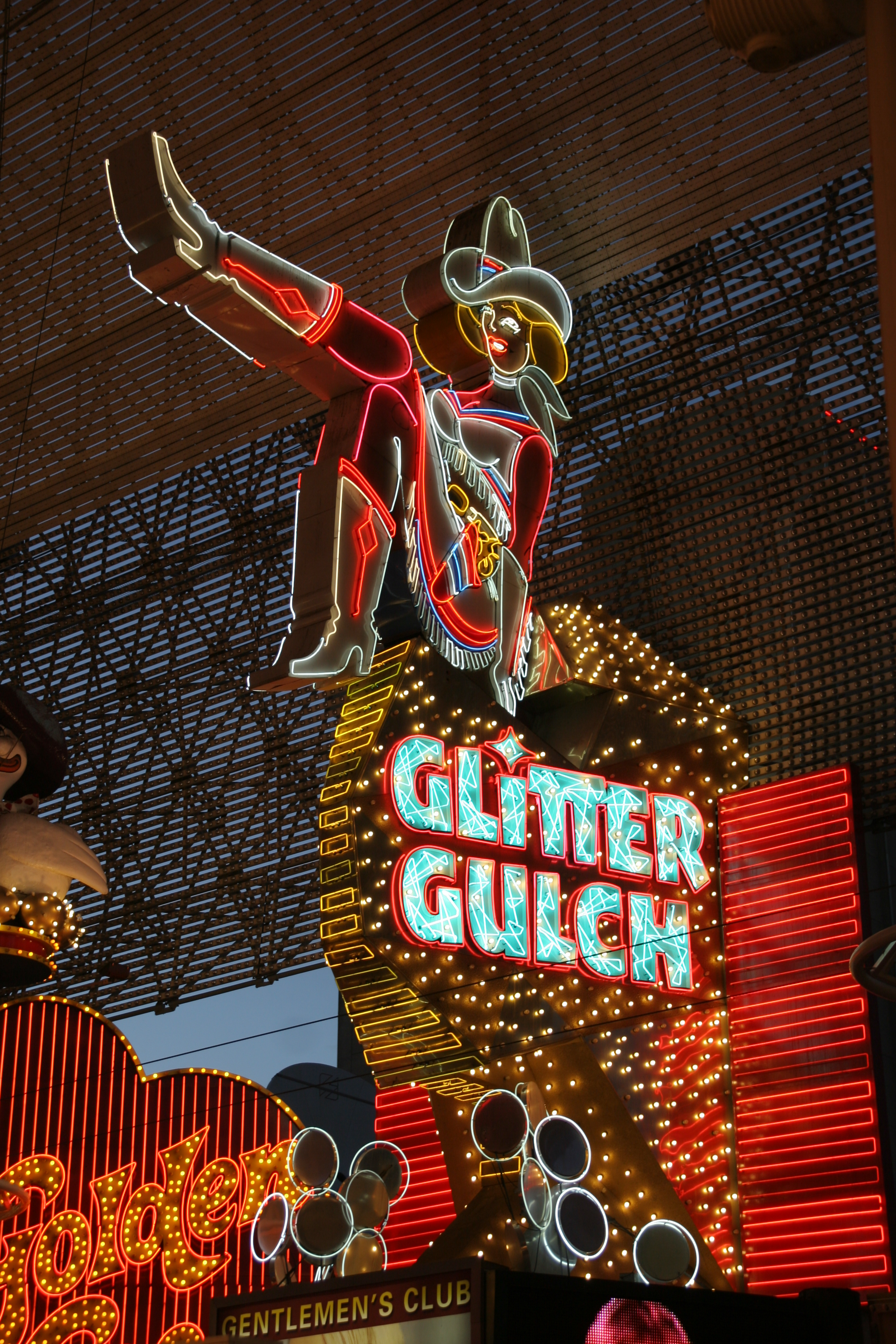
A placa de Vegas Vickie, vista em 2010, será incorporada ao saguão do Circa.

A construção começou em fevereiro de 2019. A garagem de nove andares do resort Circa, conhecida como Garage Mahal, está localizada do outro lado da rua do resort. Terá 1.209 vagas de estacionamento e uma passarela umbilical com ar-condicionado conectando-o ao resort Circa. O saguão do resort irá incorporar o ex-cartaz da cowgirl Vegas Vickie que antes anunciava o Glitter Gulch. O hotel de 777 quartos terá 44 andares, embora o último andar seja rotulado como "60", com alguns números de andar sendo ignorados. O Circa também incluirá um cassino de dois andares e cinco restaurantes.  A propriedade também incluirá o maior bar ao ar livre da Fremont Street. Uma área de piscina de seis camadas incluirá uma tela de 125 pés. A piscina terá temperatura controlada, permitindo que ela permaneça aberta o ano todo. Derek Stevens espera que a piscina se torne um destino turístico, e ele imagina que a piscina se tornará a maior da história do mundo.
As apostas esportivas em estilo de estádio de três andares do Circa são planejadas como as maiores de Las Vegas e serão um aspecto principal do novo resort. A visão de Derek Stevens para as apostas esportivas foi inspirada em suas visitas iniciais as casas de apostas no Caesars Palace e no Hilton, que ele considerou impressionantes. As apostas esportivas incluirão o Vegas Stats &amp; Information Network,  e o Circa deverá se tornar o centro de apostas esportivas no centro de Las Vegas. Em junho de 2019, Derek Stevens abriu as apostas esportivas em seus cassinos Golden Gate e D com o nome de Circa Sports. O resort Circa abrigaria o local principal do Circa Sports dos três.

### Construção
O Circa foi desenhado pela Steelman Partners. O gerente de construção foi a Tré Builders, enquanto a McCarthy Building Companies Inc. era a empreiteira geral. A concretagem ocorreu em abril de 2019, com uma estimativa de 1.600 m³ de concreto.
Em junho de 2019, havia quase 600 trabalhadores da construção civil no projeto, incluindo aproximadamente 200 trabalhadores na propriedade principal e aproximadamente 40 trabalhadores na Garagem Mahal. A construção avançou com cronograma contínuo. O projeto de 116.000 m² começou a construção vertical no mesmo mes.
Com início em outubro de 2019, o projeto contava com aproximadamente 1.000 trabalhadores da construção civil. Em janeiro de 2020, a construção atingiu o 23º andar. Em abril de 2020, um trabalhador da construção civil no local Circa testou positivo para COVID-19. O distanciamento social foi implementado como medida de segurança para o COVID-19, o que significa que poucos trabalhadores foram autorizados a trabalhar nos andares superiores. Em vez disso, os Stevens agilizaram o trabalho nos primeiros cinco andares, incluindo o cassino e a piscina. Em junho de 2020, foram anunciados planos para abrir os primeiros cinco andares mais cedo, em 28 de outubro, enquanto a parte do hotel é para abrir em 28 de dezembro. O cassino incluirá 1.350 caça-níqueis e 49 jogos de mesa. A torre do hotel Circa foi concluída em 19 de junho de 2020. Derek Stevens posteriormente anunciou que o Circa será uma propriedade somente para adultos, afirmando que Las Vegas já teve "uma certa mística neste lugar fabuloso onde apenas os adultos podem jogar. Chame-nos antiquados, mas achamos que os adultos precisam de um pouco dessa mística de volta em suas vidas. "